# Trapped (canção de Tupac Shakur)
"Trapped" é o primeiro single do rapper Tupac Shakur de seu álbum de estreia 2Pacalypse Now. Em geral a canção fala sobre 2Pac ser perseguido pelos policiais por ser negro e a brutalidade policial nos guetos americanos. O vídeo da música contém o rapper Shock G cantando parte da música e retrata 2Pac na cadeia. Ela apareceu como um bônus no DVD de Tupac: Resurrection. A música apareceu na coletânea póstuma de Shakur Greatest Hits.

## Vídeo musical
No início do vídeo aparece Tupac apostando nos dados com seus amigos logo em seguida a polícia chega e todo mundo sai correndo. No vídeo aparece Shakur sendo baleado a sangue frio por parte dos policiais.